# Actinolema
Actinolema je maleni biljni rod jednogodišnjih biljaka iz porodice štitarki. Postoje dvije priznate vrste iz zapadne Azije
. Obje su porije uključivane u rod Astrantia.

## Vrste
1. Actinolema eryngioides Fenzl, Iran, Irak, Libanon-Sirija, Turska.
2. Actinolema macrolema Boiss., Iran, Irak, Libanon-Sirija, Transkavkaz, Turska.